# Google

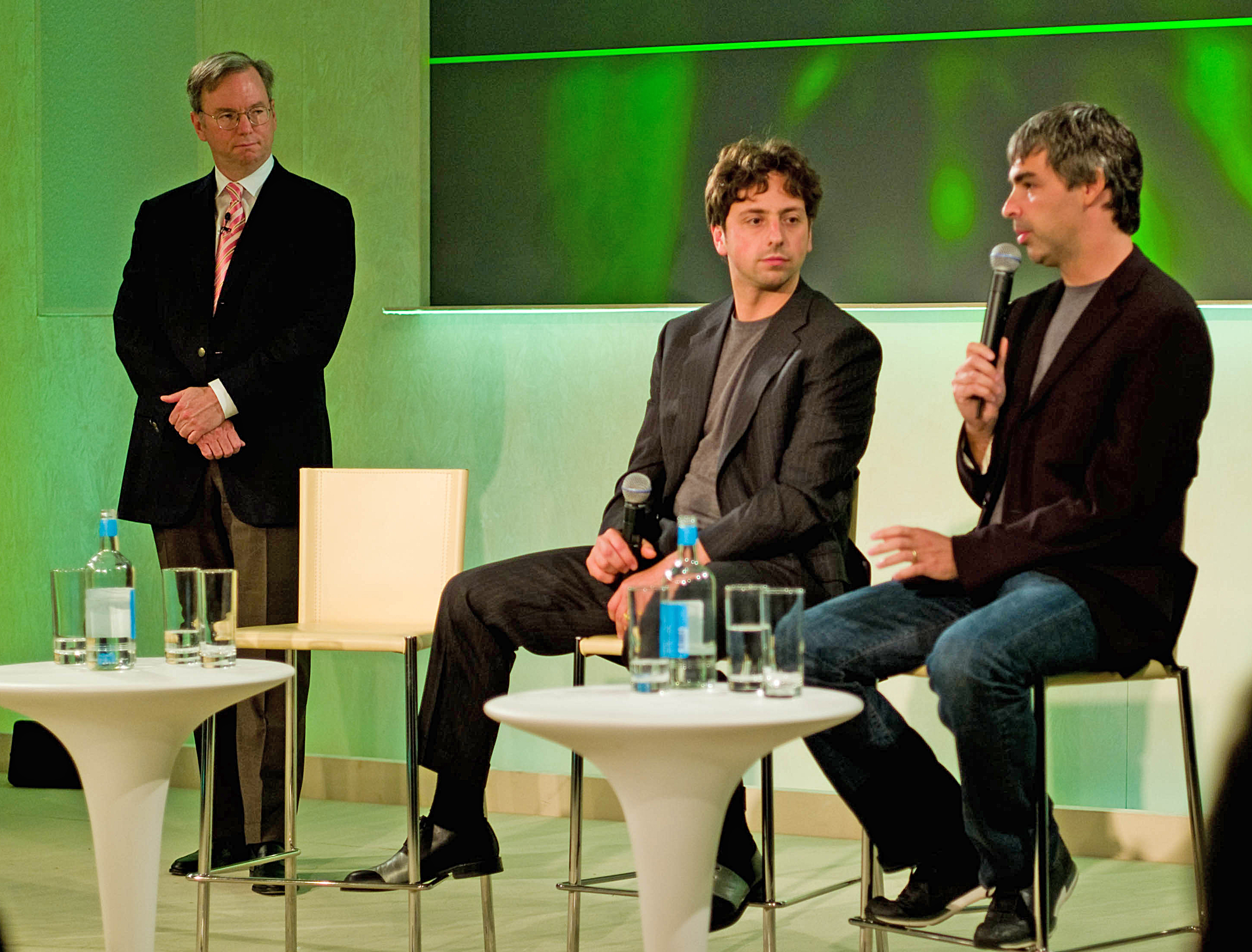
2008年当時のCEOでGoogleの元社長のエリック・シュミットと、共同設立者のセルゲイ・ブリンとラリー・ペイジ（左から右に）

Google LLC（グーグル）はインターネット関連のサービスと製品に特化したアメリカ合衆国の企業（LLC）である。持株会社であるAlphabetの子会社。
世界最大の検索エンジン、オンライン広告、クラウドコンピューティング、ソフトウェア、ハードウェア関連の事業がある。アメリカ合衆国の主要なIT企業で、 ビッグ・テックの一つ。

## 概要
スタンフォード大学の博士課程に在籍していたラリー・ペイジとセルゲイ・ブリンによって創業され、現在でも2人合わせて約16％の株式を保有している。 1998年9月27日に非公開の会社として設立され、2004年8月19日に最初の株式公開がされた。「世界中の情報を整理し、世界中の人々がアクセスできて使えるようにすること」を経営理念（ミッション・ステートメント）に掲げている。非公式なスローガン（従業員行動基準）には「邪悪になるな（Don't be evil.）」がある。2006年、本社をカリフォルニア州のマウンテンビューに移した。移転後の本社はGoogleplex（グーグルプレックス）という愛称で呼ばれている。
検索エンジン以外の分野に踏み出す一連の製品、M&A、パートナーシップを開始したときから急激な成長が始まったとされ、プロダクティビティ・ソフトであるEメール（Gmail）、オンライン・オフィススイート（Google ドキュメント）、デスクトップ製品であるウェブブラウザ（Google Chrome）、写真管理・編集ソフトウェア、インスタントメッセンジャーといったアプリケーションが含まれている。また、モバイルOSのAndroidと、 Chromebookとして知られているネットブック用のブラウザに特化したChromeOS の開発をリードしている。
ハードウェアの分野にも進出し、高性能なNexusを生産している電機製品メーカーとパートナーシップを結び、2012年5月にMotorola Mobilityを買収した。2012年にはアメリカ合衆国ミズーリ州カンサスシティでGoogle Fiberと呼ばれるブロードバンドサービスを提供するために、光ファイバー網を敷設した。2016年に、自社開発のスマートフォンであるGoogle Pixelを発売し、その後も後継機種が登場している。2021年にはGoogle Pixel向けのSoC「Google Tensor」を発表した。
2007年時点で100万台以上のサーバを世界中のデータセンターで運用していると見積もられ、1日に10億以上の検索クエリー とユーザーが作成する24ペタバイトのデータ を処理している。2012年12月にAlexaはgoogle.comを世界でもっともビジター数の多いサイトに選んだ。英語以外の言語の多数のサイトと、YouTubeやBloggerなどの保有している複数のウェブサイトがトップ100に選ばれた。市場における支配力は、著作権、検閲、プライバシーといった問題に関するGoogleへの非難を引き起こした。

## 歴史

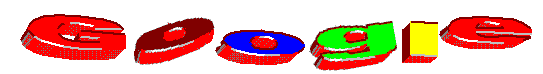
1997年のGoogleのロゴ

1996年1月、スタンフォード大学の博士課程に在籍するラリー・ペイジとセルゲイ・ブリンによる研究プロジェクトとしてGoogleの歴史は始まった。

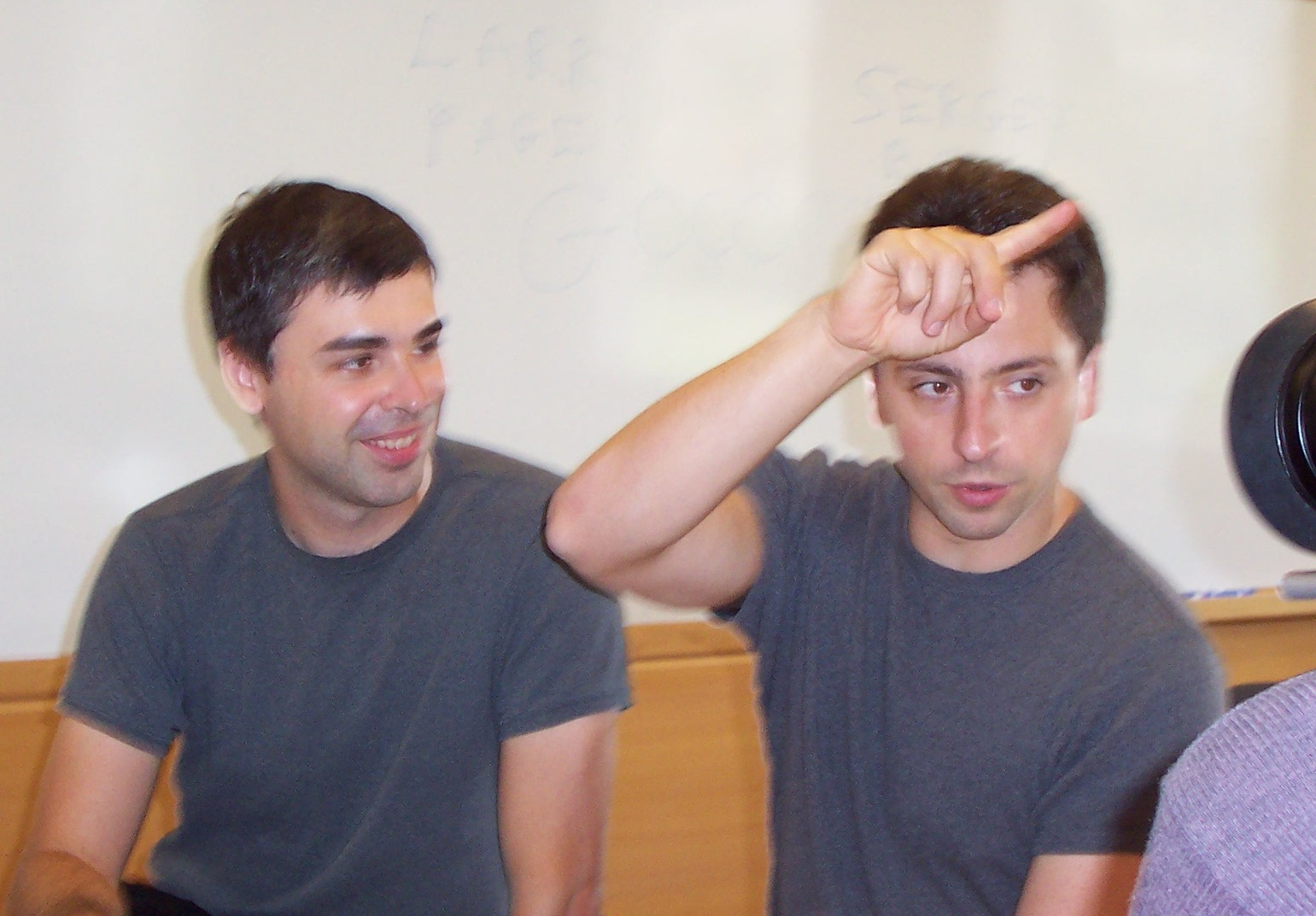
ラリー・ペイジ（左）とセルゲイ・ブリン（右）、2003年

当時の検索エンジンは、検索されたキーワードがそのウェブページに登場する回数によって各ページをランクづけし、検索結果として表示していた。ペイジとブリンは、ウェブサイト同士の関係を分析することで検索結果をランクづけする、改良された検索エンジンの理論を提唱した。ペイジとブリンが理論化した新しい検索エンジンは、検索におけるウェブサイトの適合性を判断するにあたって、そのサイトへのリンクを貼っているウェブページの数と、それらのウェブページの重要度（品質）の2つを評価するものだった。2人はこの新技術を「PageRank（ページランク）」と名づけた。
ペイジとブリンによる新しい検索エンジンは、ウェブサイトの重要度を被リンク（バックリンク）の数をチェックすることで評価したため、当初2人はこの検索エンジンを「BackRub（バックラブ、背中へのマッサージの意）」とのニックネームで呼んでいた。（このエピソードにちなんだ社名の会社も存在する。）最終的に、この検索エンジンは「Google」と名付けられたが、これは「googol（グーゴル）」という数の単位の綴り間違いに由来していた。1グーゴルは1の後に0が100個連なった値であり、莫大な情報量を提供する検索エンジンであると示すための命名であった。当初のGoogleのドメインは google.stanford.edu および z.stanford.edu であり、スタンフォード大学のウェブサイト下で運営されていた。

### 設立（1998年）
1997年9月15日、Googleのためのドメイン名 google.com が登録された。1998年9月4日、Googleは法人格を取得した。会社組織としてのGoogleの拠点は、カリフォルニア州メンローパークの、ペイジらの友人スーザン・ウォシッキーが所有するガレージに置かれた。スタンフォード大学の博士課程で2人の同輩だったクレイグ・シルバースタインがGoogleの最初の従業員として雇われた。
法人としての設立以前の1998年8月、Googleはサン・マイクロシステムズの共同創業者アンディ・ベクトルシャイムから10万ドルの出資を受けた。1998年には、別の3人のエンジェル投資家（Amazon.com創業者ジェフ・ベゾス、スタンフォード大学計算機科学教授デビッド・チェリトン、起業家ラム・シュリラムの3人）もGoogleへの出資を行った。1998年末から1999年初めにかけ、Googleはいくつかの少額の出資を受けた。1999年3月、Googleは本社をカリフォルニア州パロアルトに移転した。パロアルトには他にもいくつかの著名なシリコンバレーのスタートアップ企業が本拠を置いていた。1999年6月7日、Googleが新たに2,500万ドルの資金調達に成功したことが発表された。主な出資者には、ベンチャーキャピタルのクライナー・パーキンス・コーフィールド・アンド・バイヤーズとセコイア・キャピタルが含まれていた。
1999年の初め、ブリンとペイジはGoogleをExciteに売り渡すことを希望していた。2人はExciteの最高経営責任者（CEO）ジョージ・ベルを訪問し、Googleを100万ドルで買収するオファーを持ちかけたが、ベルはこのオファーを拒絶した。 Exciteのベンチャーキャピタリストの1人ビノッド・コースラは、Googleを75万ドルで売り渡すようペイジらを説得することに成功したが、それでもベルはGoogle買収を却下した。
当初、ペイジとブリンは「広告収入に頼る検索エンジン」に反対する姿勢を示していたが、2000年にGoogleは検索されたキーワードと関係のある広告を表示するサービスを開始した。整然としたページデザインを維持するため、表示されるのはテキストベースの広告のみとされた。
検索キーワードに応じた広告を表示し、広告収入を得るというビジネスモデルを最初に開拓したのは、ビル・T・グロスが設立したGoTo.comだった。GoTo.comの後身であるOverture Services社は、同社が保有するペイ・パー・クリック技術ならびに各キーワードごとに広告をオークション形式で販売する技法について、Googleが特許を侵害しているとして訴訟を起こした。その後、Overture Services社はYahoo! によって買収され、「Yahoo! Search Marketing」と改称された。2004年8月9日、両社は和解に至り、Yahoo!がGoogleに問題の特許を無期限でライセンスする見返りとして、GoogleはYahoo!に対して270万株のクラスA普通株を発行することに合意した。
2001年、GoogleのPageRank技術についての特許申請が受理された。PageRankについての特許は公式にスタンフォード大学に帰属するものとされ、ローレンス・ペイジ （ラリー・ペイジの本名）が発明者として記載された。会社の規模が成長し、従来の2つの拠点では不十分となったことで、Googleは2003年、カリフォルニア州マウンテンビューアンフィシアター・パークウェイ1600番に位置するシリコングラフィックス所有のオフィスビルをリースした。このオフィスビルは「Googleplex（グーグルプレックス）」と呼ばれるようになったが、この名称はグーゴルプレックス（googolplex）という数の単位（1グーゴルプレックスは1の後に0が1グーゴル個連なった値）の言葉遊びだった。2006年、Googleはこの物件を3億1,900万ドルでシリコングラフィックス社から買い取った。
「Google」という言葉が日常的な語として浸透したことを受け、2006年に『メリアム＝ウェブスター大学辞典』ならびに『オックスフォード英語辞典』は「Google」という動詞を収録した。大衆文化における動詞「Google」の最初の使用例は、TVドラマシリーズ『バフィー ～恋する十字架～』 の2002年のエピソード内で見られた。

### 株式公開（2004年）

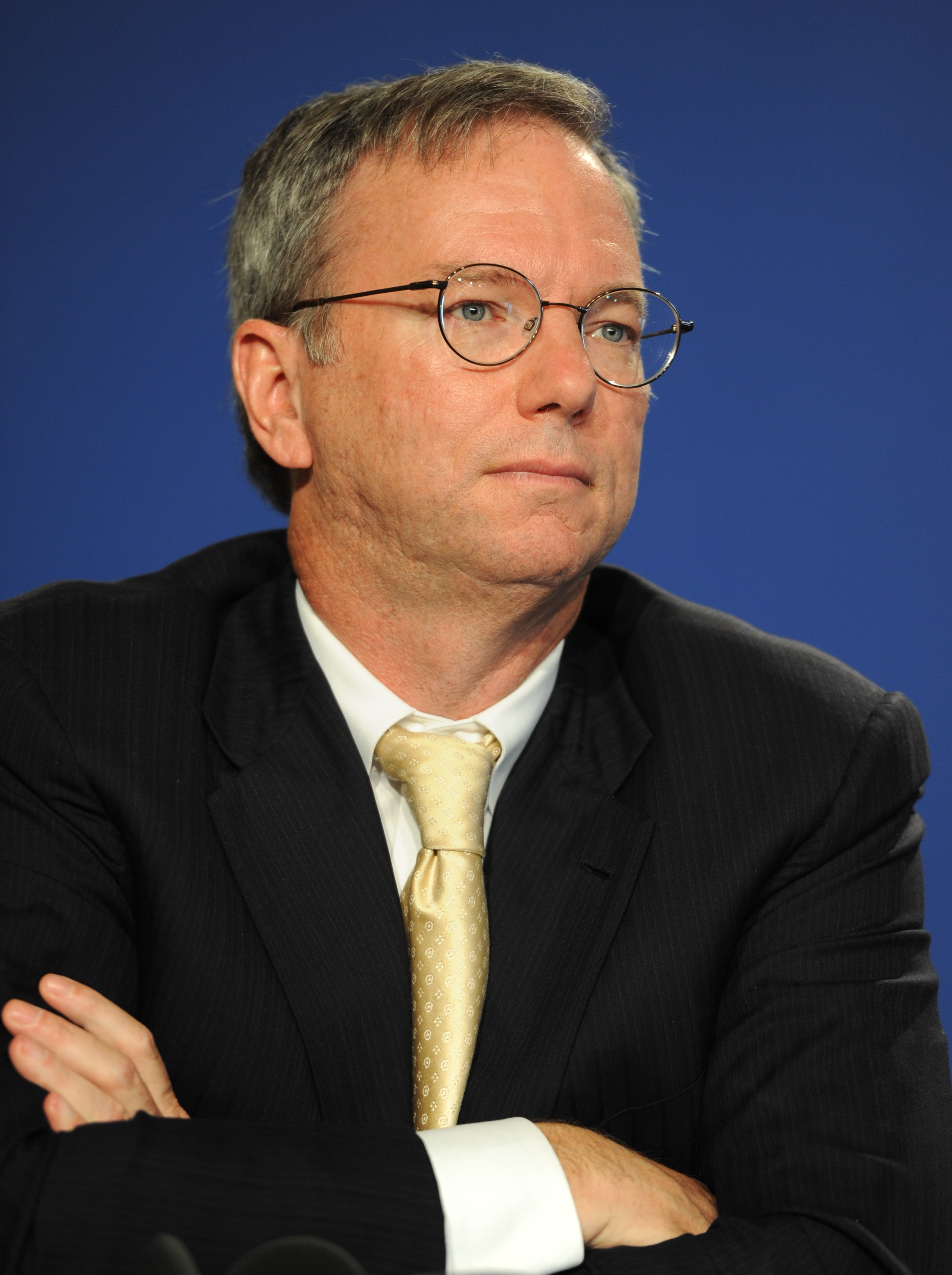
エリック・シュミット。2001年から2011年までGoogleのCEOを務めた。

2004年8月19日、Googleの株式公開（IPO）が行われた。IPOの直前、ラリー・ペイジとセルゲイ・ブリン、エリック・シュミットの3人は、2004年から2024年までの20年間、Googleでともに働くことに合意していた。
GoogleのIPOでは、1,960万5,052株が1株あたりの価格85ドルで売り出された。GoogleのIPOは、引受会社であるモルガン・スタンレーとクレディ・スイスが用意したシステムのもと、オンラインのオークション方式で実施された。IPOによりGoogleは約16億7,000万ドルの資金を調達し、その株式時価総額は230億ドル以上となった。Googleのライバル企業であるYahoo!もまた、このIPOにより大きな利益を得た。Yahoo!はIPO以前にGoogleの株式を840万株保有していた。
他方、IPOがGoogleの企業文化の変質につながるのではという懸念が存在した。懸念の根拠として、IPOによって従業員の福利厚生の削減を求める株主からのプレッシャーが生じること、多くの会社幹部がIPOと同時に（保有する株式上の）億万長者となることなど、種々の要因が指摘された。こうした懸念への返答として、ブリンとペイジは潜在的な投資家に向けた報告書の中で、IPOがGoogleの企業文化を変えることはないと保証した。
2005年の『ニューヨーク・タイムズ』の記事 ならびに他の媒体においては、Googleが、自社利益の優先に反対する「邪悪になるな（Don't be evil.）」との企業理念を失っていることが示唆された。ユニークな社内文化を維持するための努力として、 Googleは「チーフ・カルチャー・オフィサー」という役職を設けた。チーフ・カルチャー・オフィサーは人事部長を兼任し、その役割は企業文化の開発・維持すること、そしてGoogleの核となる価値観（協力的な環境を持つフラットな組織であること）に忠実であるための方法を編み出すこととされた。2005年と2007年には、Googleが性差別・年齢差別を行ったとの申し立てが元従業員によってなされた。
2005年、『ワシントン・ポスト』は、Googleの2005年度第3四半期の利益が対前年比で700%増加したことについて報道し、その主な要因として、大企業の広告戦略が新聞や雑誌、TVからインターネットにシフトしていることを指摘した。
2006年以来、Googleは毎年9月27日を同社の創立記念日としている。創立記念日には検索ページトップに専用の「Google Doodle」が表示されるのが通例となっている。過去には9月27日以外の日付がGoogle創立記念日として扱われたケースもあり、2006年以降9月27日が創立記念日と定められている理由はいまだに明らかになっていないが、2005年にライバルの検索エンジン「Yahoo! Search」との間で行われた論争がその由来として示唆されている。
IPO後、Googleの株価は順調に上昇し、2007年10月31日には株価が初めて350ドルに達した。株価上昇の主な背景は、インターネット広告市場における好調な売上高・利益だった。Google株の高騰は大手機関投資家やミューチュアル・ファンドではなく、主として個人投資家によって支えられたものだった。NASDAQでGoogleに与えられたティッカーシンボルは”GOOGL”および”GOOG”であった（フランクフルト証券取引所でのティッカーシンボルは”GGQ1”）。当初は1つのティッカーシンボル”GOOG”のもとで扱われていたGoogleの株式は、2014年にクラスC株式（無議決権株）である”GOOG”と、クラスA株式である”GOOGL”へと分割されていた。2015年の第4四半期以来、”GOOGL”および”GOOG”のティッカーシンボルはGoogleの持株会社「Alphabet」を指している。
2008年1月、1日にGoogleのソフトウェアコンポーネント「MapReduce」を通過する全データ量は合計で20PBだった。2009年、CNNは「2009年にもっとも検索された政治的キーワード」についての記事の中で、人々が1日にGoogleで検索する回数は「10億回以上」であると述べた。

### 2010年代以降の展開

2013年から2015年まで使われたロゴ

2011年5月、Googleの月間ユニークユーザー数が初めて10億人を越えた。2010年5月時点の数値（9億3,100万人）からは8.4%増加していた。2012年、Googleの年間収益が初めて500億ドルに達した（2011年の年間収益は380億ドルだった）。
2013年1月、当時のCEOラリー・ペイジは「我々は2012年を好調な四半期で終えることができた。収益は対前年比で36%増加した。前期比では8%の増加だ。さらに、2012年には初めて収益が500億ドルに達した。創業から15年しか経っていない企業としては、悪くない成果だ」 と述べた。
2013年、Googleを含む複数のシリコンバレー企業に対する集団訴訟（クラスアクション）が起こされ、Googleらは「ノー・コールド・コール協定」（お互いの従業員を電話勧誘で引き抜かないとする協定）によってハイテク人材の採用を制限していると申し立てられた。
2013年9月19日、Googleは新会社「Calico」の設立を発表した。CalicoのCEOには、Appleの会長アーサー・レビンソンが就任した。公式声明の中でペイジは、「健康と幸福」がテーマの企業であるCalicoは、「老化とそれに関連する疾患についての研究」に注力していくと説明した。また、人工肉を培養するインポッシブル・フーズに投資した。

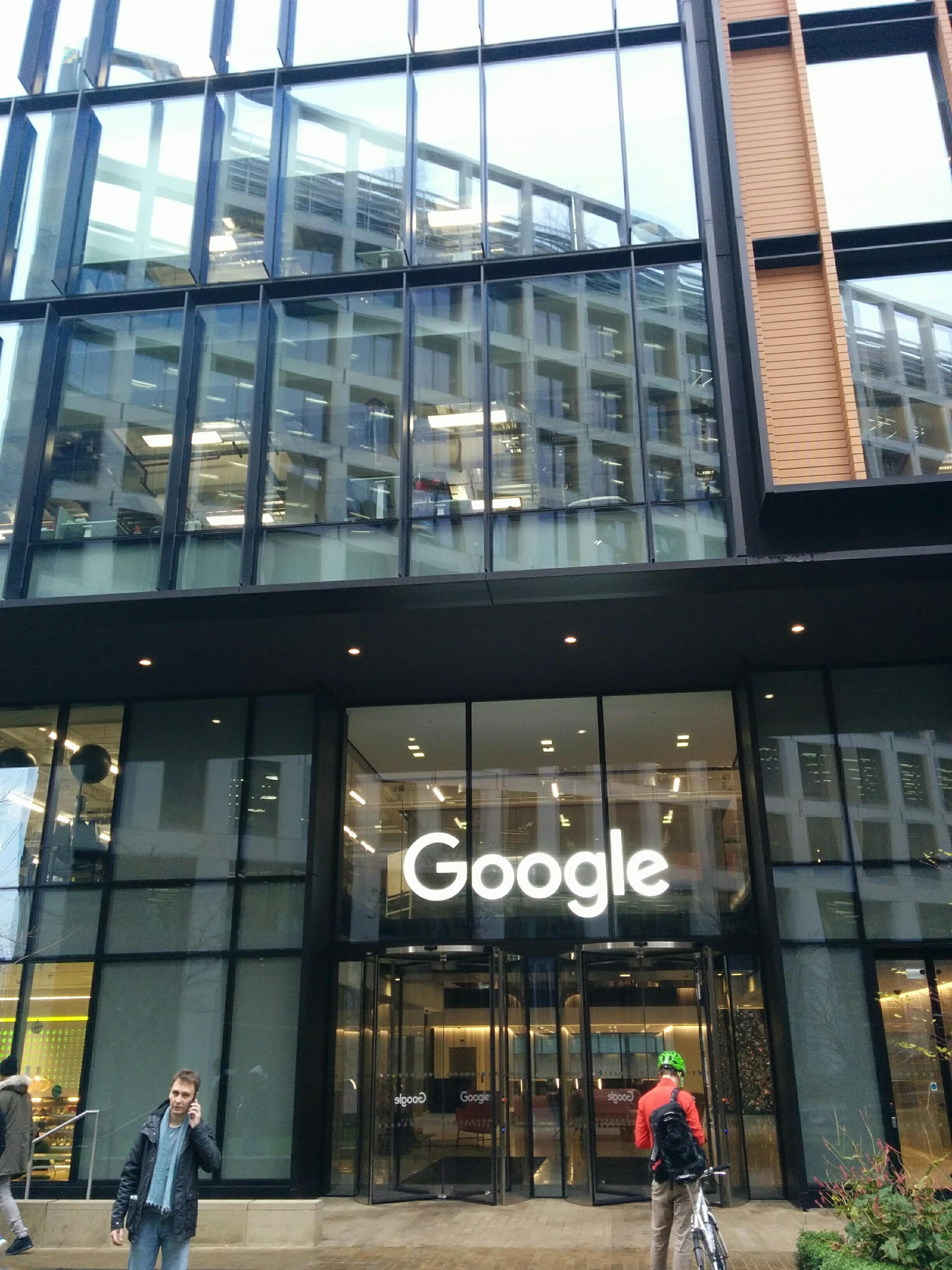
Googleとその子会社のDeep Mindがある建物のエントランス。6 Pancras Square, Londonにある。

2013年10月、Googleが参加する、公的・民間の組織による連合体「Alliance for Affordable Internet（A4AI）の発足が発表された。ティム・バーナーズ＝リーが主導するA4AIは、インターネット環境を安価に手に入るものにすることで、31%に過ぎない開発途上国におけるインターネット普及率を向上させることを目的としており、Google以外にもFacebook、インテル、マイクロソフトなどの企業が参加した。 A4AIにおけるGoogleの役割は、国際連合ブロードバンド委員会が設定した、各国の平均月収の5％以下というコストでのブロードバンドインターネット接続を実現するため、インターネット接続のコストダウンに貢献する事とされた。
2013年10月中旬の報道によれば、Googleの2013年第3四半期における連結収益は、前期比で12%増加して148億9,000万ドルとなった。連結収益のうち、108億ドルはGoogleのインターネット事業による収益であり、ユーザーの広告クリック数にも増加が見られた。2014年1月時点で、Googleの時価総額は3,970億ドルとなっていた。

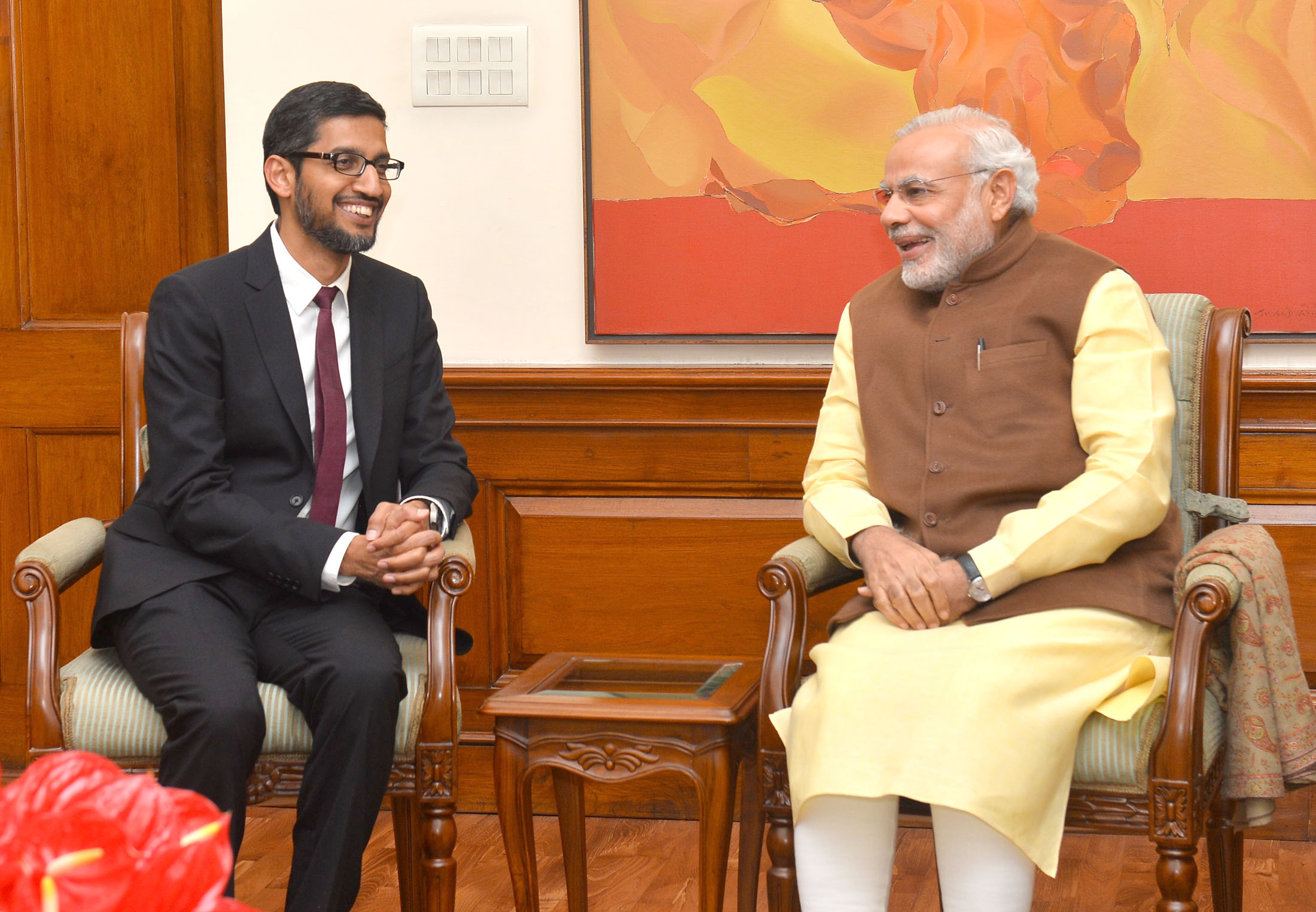
現在のGoogle CEOのSundar Pichaiと、インドの首相Narendra Modi。

2015年8月10日、Googleは多様化した自社の事業を「Alphabet」と呼ばれるコングロマリットとして再編する計画を発表した。この再編により、Googleは新たに設立されるAlphabetの傘下となり、Alphabetの中心的子会社としてインターネット事業を継続することとなった。再編の完了にともない、GoogleのCEO職はラリー・ペイジからスンダー・ピチャイに引き継がれ、ペイジはAlphabetのCEOに就任した。
インターブランドが発表した年間ベスト・グローバル・ブランド報告書によれば、 2013年・2014年・2015年・2016年度におけるGoogleのブランド価値はアップルに次いで世界第2位であり、2016年のGoogleブランドの評価額は約1,330億ドルとされた。
2016年10月の時点で、Googleは世界40か国以上で70のオフィスを運営していた。ウェブサイトの通信量（トラフィック）を調査しているアレクサ・インターネットは、2016年11月時点において、Google.comは世界でもっとも訪問者の多いウェブサイトであり、YouTubeやBloggerといったGoogleの関連サービスももっとも訪問者の多い100のウェブサイトに含まれるとしている。
2017年9月1日、Googleが株式会社（Google Inc.）からLLC（Google LLC）に変更されること、そしてAlphabetの子会社として新たな持株会社「XXVI Holdings Inc.」が設立され、Google LLCを含むAlphabet傘下各社の株式を保有することが発表された。

## 年表

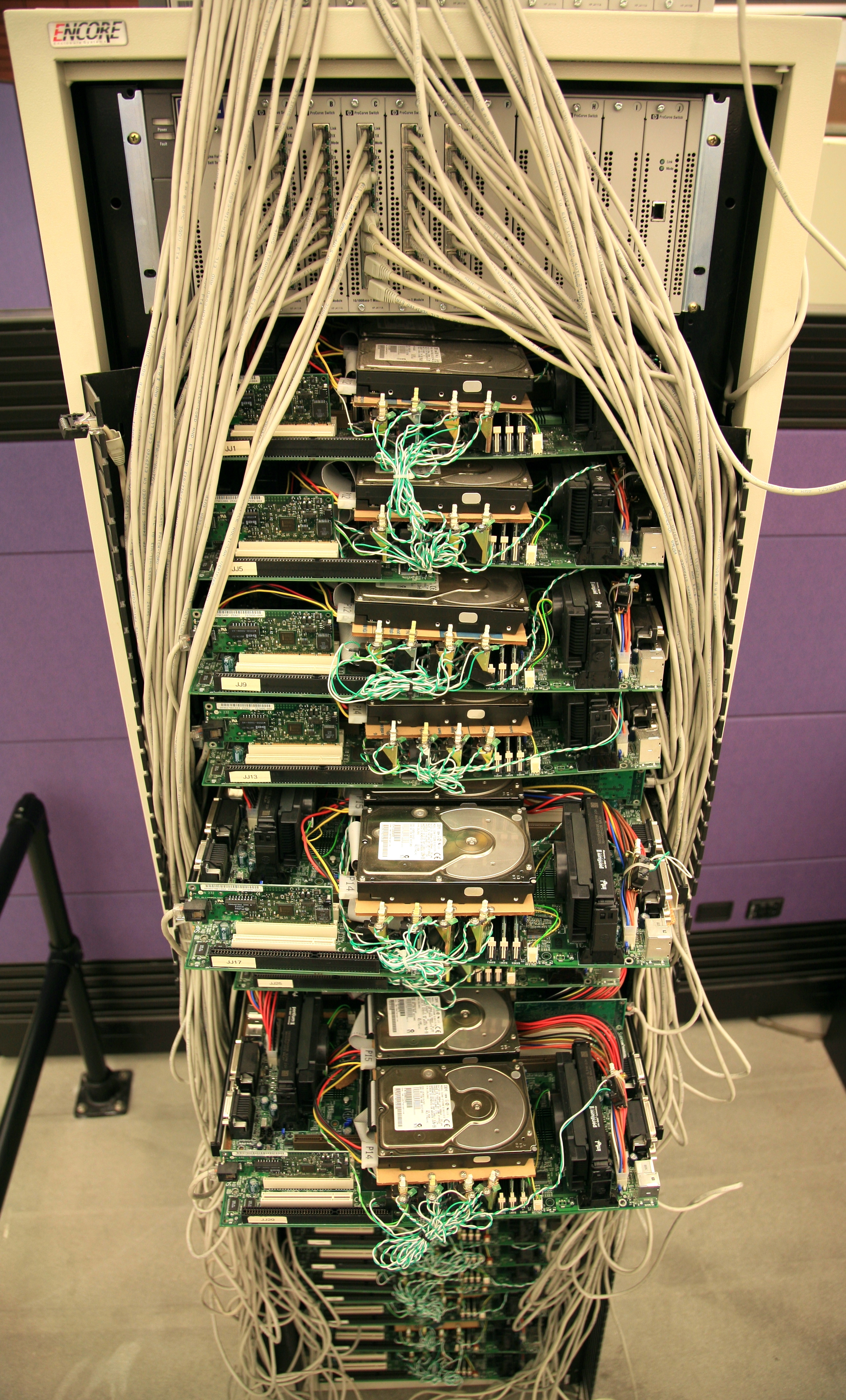
Googleで最初に製作されたサーバー。安価なハードウェアが利用されており、多数の配線やマザーボードがむき出しになっている。

### 1990年代
- 1996年（平成8年）1月 - 元々は研究プロジェクトとして始められた原型となる、バックリンクを分析する検索エンジン"BackRub"（バックラブ）が、スタンフォード大学で博士課程に在籍していたラリー・ペイジとセルゲイ・ブリンによって開発された。
- 1998年（平成10年）9月4日 - アンディ・ベクトルシャイムからの10万ドルの資金援助を受け、カリフォルニア州メンローパークにある友人のアパートで創業。その後短期間のうちに100万ドルの資本を集める。
- 1999年（平成11年）
  - 3月 - パロアルトに移転。
  - 6月7日 - KPCB、セコイア・キャピタルから2,500万ドルの資金を調達したが、この時点では売上はほとんどなかった。
  - 6月 - マウンテンビューに移転。

### 2000年代
- 2000年（平成12年）
  - 6月26日 - Yahoo!のサーチエンジンに採用された。
  - 10月 - Overtureの課金型リスティング広告を参考にアドワーズを開始。
- 2001年（平成13年）
  - 2月 - Usenetのnewsgroupのdejaを初買収し、Googleグループに統合する。
  - 8月 - 日本法人のグーグル株式会社を設立（現：グーグル合同会社）。
- 2003年（平成15年）
  - 1月8日 - Appleと提携。Appleが開発したSafariに検索ツールバーを設け、標準の検索エンジンとなった[103]。
  - 2月 - Pyro Networksを買収し、Bloggerを獲得した。
  - 10月 - gooと検索エンジンについて提携した。
- 2004年（平成16年）
  - 2月18日 - Yahoo!のサーチエンジンの契約が終了した。
  - 4月1日 - Gmailのサービスを開始した。
  - 7月 - 画像管理ソフトを開発しているPicasaを買収した。
  - 8月19日 - NASDAQで株式公開した。ティッカーシンボルは"GOOG"であった。
  - 10月27日 - 人工衛星や航空撮影の画像をデータベース化したソフトを販売しているKeyhole社を買収した。その後、Keyholeの技術を使ったGoogle マップ、Google Earthを公開した。
- 2005年（平成17年）
  - 3月 - Urchinを買収。その後、Google Analyticsを開始した。
  - 5月11日 - SNSのdodgeball.comを買収[104]。
- 2006年（平成18年）
  - 3月6日 - Upstartle社が開発する「Ajaxワープロ」のWritely開発チームを買収[105]。
  - 5月 - auブランドを持つKDDI社と提携[106]。
  - 10月9日 - YouTube社を16億5,000万ドル（約1,950億円）で買収すると発表した。また、買収後もGoogleビデオ、YouTubeの名称を変えないことも発表した。→ウィキニュース
  - 11月1日 - 企業向けウィキシステム、JotSpotを買収[107]。
- 2007年（平成19年）
  - 4月13日 - 広告会社のダブルクリック社を31億ドル（約2,800億円）で買収[108][109][110]。
  - 5月 - 画像共有サイトPanoramioを買収[111]。
  - 6月1日 - RSSサービスのFeedBurner社を買収[112]。
  - 10月9日 - ミニブログサービスのJaikuを買収[113]。
- 2008年（平成20年）
  - 1月24日 - NTTドコモと提携[114]。
  - 9月23日 - Android 1.0をリリース[115]。
  - 10月22日 - 初のAndroid搭載スマートフォン「T-Mobile G1」を発売。
- 2009年（平成21年）
  - 1月14日 - Googleは、Googleビデオ、Google Notebook、Google Catalog Search、Jaiku、Dodgeball、Mashup Editorのサービスを終了することを発表[116]。
  - 8月5日 - VP8などの動画圧縮技術を保有するOn2 Technologiesを約1億650万ドルで買収したことを発表[117]（2009年度第四半期に買収完了）。
  - 9月16日 - スパム対策などで知られるOCR技術を保有するreCAPTCHA社を買収[118]。
  - 11月9日 - iPhoneなどの動画広告配信で大きなシェアを広げるモバイル広告企業のAdMobを7億5,000万ドルで買収[119]。
  - 11月12日 - 無料IP電話ソフトで知られるGizmo5社を買収。買収総額は非公表である[120]。
  - 11月23日 - ディスプレイ広告などで知られる、米Teracentを買収することで合意した。買収総額などは2009年11月23日時点では非公表であり、買収完了は年内の見込み[121]。
  - 12月4日 - 共同編集エディタEtherPadを開発しているAppJet社がGoogle社に買収されたことを発表した。買収金額は未公表[122]。

### 2010年代
- 2010年（平成22年）
  - 1月5日 - HTCとの共同開発で、Nexus Oneを発表した[123]。
  - 1月25日 - ダブルクリック株式会社がDART事業を譲渡したことを発表。対価は4,500万ドル[124]。
  - 2月9日 - つぶやきソーシャルネットワークであるGoogle Buzzを発表。同機能はGmailに統合される[125]。
  - 2月10日 - Google Fiberを発表した。
  - 2月12日 - 元社員が設立したソーシャル検索サービス企業のAardvarkを5,000万ドルで買収したことを発表[126]。
  - 2月17日 - メールアプリを開発するreMailを買収[127]。
  - 3月1日 - オンライン写真編集サービスのPicnikを買収[128]。
  - 3月5日 - Officeコラボレーションプラグインを開発するDocVerse社を買収したことを発表[129]。
  - 4月2日 - オンライン・ビデオ配信プラットフォームを手がけるEpisodicを買収[130]。
  - 4月12日 - ビジュアル検索のPlinkを買収[131]。
  - 4月26日 - ガジェット開発企業Labpixiesを買収[132]。
  - 4月30日 - 3Dデスクトップを開発するBumpTopを買収したことを発表[133]。
  - 5月 - 音声／ビデオコーデックのGlobal IP Solutionsを6,820万ドルで買収[134]。
  - 5月20日 - iPhone向けストリーミングアプリを開発するSimplify Media社を買収したことを発表[135]。Google TVを発表した[136]。
  - 5月21日 - FTCによりAdMobの買収が承認され、買収が完了[137]。
  - 6月3日 - ディスプレイ広告入札技術の新興会社Invite Mediaを買収[138]。
  - 7月16日 - Freebaseを開発する米Metaweb Technologiesを買収[139]。
  - 8月4日 - Java/Eclipse/AJAXの開発企業instantiationsを買収。Google Web Toolkitへ統合した[140]。
  - 8月5日 - ソーシャルゲームのSlide.comを1億8,200万ドルで買収[141]。
  - 8月30日 - SNSのAngstro社を買収[142]。
  - 10月9日 - 自動運転カープロジェクト「Google ドライバーレスカー」を発表[143]。カナダのモバイルペイメント企業Zetawire社を買収し、Androidへ統合した[144]。
- 2011年（平成23年）
  - 1月25日 - 音声認識のSayNow社を買収し、Googleボイスへ統合[145]。
  - 1月26日 - 映画評価SNSのfflick社を1,000万ドルで買収し、YouTubeへ統合[146]。
  - 4月8日 - カナダのモバイルコンテンツプロバイダーPushLife社を2,500万ドルで買収[147][148]。ライブストリーミングサービスのYouTube Liveを発表した[149]。
  - 5月10日 - クラウド音楽サービスのMusic Beta by Google（Google Music）を発表[150]。
  - 6月28日 - SNSのGoogle+を発表[151]。
  - 8月15日 - 125億ドルでモバイルハンドセットメーカーのモトローラ・モビリティを買収[152]。
- 2012年（平成24年）
  - 3月6日 - Google Playを発表。
  - 4月4日 - メガネ型プロジェクト「Project Glass (Google Glass)」を発表。
- 2013年（平成25年）
  - 6月14日 - 気球式インターネット網プロジェクト「Project Loon」を発表[153][154]。
  - 9月10日 - edXと提携し、オンライン講義を発表[155]。また、11月には授業サービス「Helpouts」が開始された[156]。
  - 9月18日 - 老化・病気・ヘルスケアに取り組む「Calico」の設立を発表[157]。
- 2014年（平成26年） - 量子コンピュータの開発を発表[158]。また、DeepMind Technologiesをはじめとする人工知能やロボット関連企業を次々に買収した[159][160]。
- 2015年（平成27年）
  - 8月10日 - 各事業に注力するため、持株会社としてAlphabet Inc.を設立し、組織を再編成する計画を発表した[161]。再編が完了すればGoogleやGoogle傘下のNestやGoogle XなどはAlphabetの子会社になり、サンダー・ピチャイが新CEOに就任する[162]。株式銘柄もAlphabetに変わるが、ティッカーシンボルはGOOGL（Class A）、GOOG（Class C）のまま変わらない[163]。
  - 9月1日 - コーポレイトロゴ刷新。フォントがセリフ体からサンセリフ体に変更された[164]。
  - 10月2日 - 8月に発表された再編が完了し、新体制がスタートした[165]。
- 2016年
  - 10月4日 - 初代 Google Pixel を発表[166]。
  - 11月14日 - 人工知能開発におけるコンピュータにAMD製のGPUを採用[167]。
- 2017年
  - 12月13日 - 中国の北京に人工知能の研究所を開設すると発表[168]。
- 2018年
  - 11月1日 - Google Pixel を日本でも発売[169]。
- 2019年
  - 2月1日 - 日本のGoogleマップの大部分を自社データに切り替えた[170]。
  - 5月7日 - Google Pixel初の廉価版「Pixel 3a」を発表。
  - 6月6日 - データ分析会社lookerを26億ドルで買収[171]。

### 2020年代
- 2020年
  - 9月30日 - 初の5G対応Google Pixel を発表した[172]。
  - 12月15日 - Chromium OSベースのCloudReady[173] を開発するNeverwareを買収[174]。
- 2021年
  - 1月14日 - Fitbitの買収を完了[175]。
  - 6月17日 - チェルシー (ニューヨーク) に常設店舗 Google Store をオープン[176]。
  - 8月2日 - 自社開発のスマートフォン向けSoC「Google Tensor」を発表。
  - 10月19日 - Google Tensorを搭載したPixel 6 を発表。
- 2022年
  - 10月6日 -  Google Pixel Watchを発表。
  - 10月28日 - アバター生成サービスを行うAlterを買収した[177]。
  - 11月8日 - ルノーと自動車用ソフトウェア開発で提携[178]。
- 2023年
  - 4月13日 - 日本では初めてのデータセンターを千葉県印西市に開設[179]。
  - 5月11日 - Google初の折りたたみスマートフォン「Pixel Fold」を発表。
  - 9月27日 - Google、25周年。これに先駆け、25周年キャンペーンを8月8日0時から8月22日23時59分(日本時間）まで実施。
- 2024年
  - 2月 - キャッシュ機能の提供を終了[180]。
- 2025年
  - 4月 - すべての国別コードトップレベルドメイン（ccTLD）を、段階的にgoogle.comへリダイレクトすることを発表[181]。

## 事業
CEOはサンダー・ピチャイ。2015年に5万7,100人のフルタイム従業員を持ち、「世界中の情報を整理し、世界中の人々がアクセスできて使えるようにすること」を使命 と考えている。
独自のプログラムが、世界中のウェブサイトを巡回して情報を集め、検索用の索引を作り続けている。Wiredによれば、2008年までに100万台のサーバーを持っていた形跡がある。2015年3月の報告によれば、自社ウェブサイト上の広告を通じた収益が全収益の69%以上を占め、3か月で119億ドル以上に上った。
日本では、Yahoo! JAPANに次いでシェア2位であったが、Yahoo! JAPANはYahoo Search Technologyの開発終了に伴いGoogleの検索エンジンへ移行したため、移行が完了すればGoogleの検索結果が日本国内の98%を占めることになる。
2023年12月、Googleは、OpenAIのChatGPTで使用される「GPT」と似たようなAIモデルである新しいLLM「ジェミナイ」を公開した。ジェミナイは、画像認識、音声対応、コーディング能力を備えたマルチモーダルAIで、GPT-4よりも優れた性能を持つとされている。このAIは、数学の問題解決やデータ分析にも使用できる。ジェミナイは「ウルトラ」、「プロ」、「ナノ」という3つのモデルでリリースされる予定で、一般的に使用される「ジェミナイプロ」は、Googleのチャットボットサービス「バード」に統合される。

### 社名の由来
「googol（グーゴル）」という言葉の綴り間違いに由来する。1997年にラリー・ペイジたちが新しい検索エンジンの名前を考えてドメイン名として登録した際、googol.comをgoogle.comと綴り間違えたのがその起源と言われる。
"googol"という言葉は、アメリカ合衆国の数学者、エドワード・カスナーの甥のミルトン・シロッタによって作られたもので、1グーゴルは10100（1のあとに0が100個続く数・10の100乗と読む）である。

### 提供サービス
検索をはじめとした多くのウェブサービスや、ダウンロードして使えるローカルアプリケーションを提供している。

### ハードウェア

#### Google Pixel
スマートフォン「Pixel」を始めとして、イヤホンやスマートウォッチなどのコンシュマー向け製品を販売している。

#### Google Nest
スマートホーム製品を開発、販売している。

### 社風

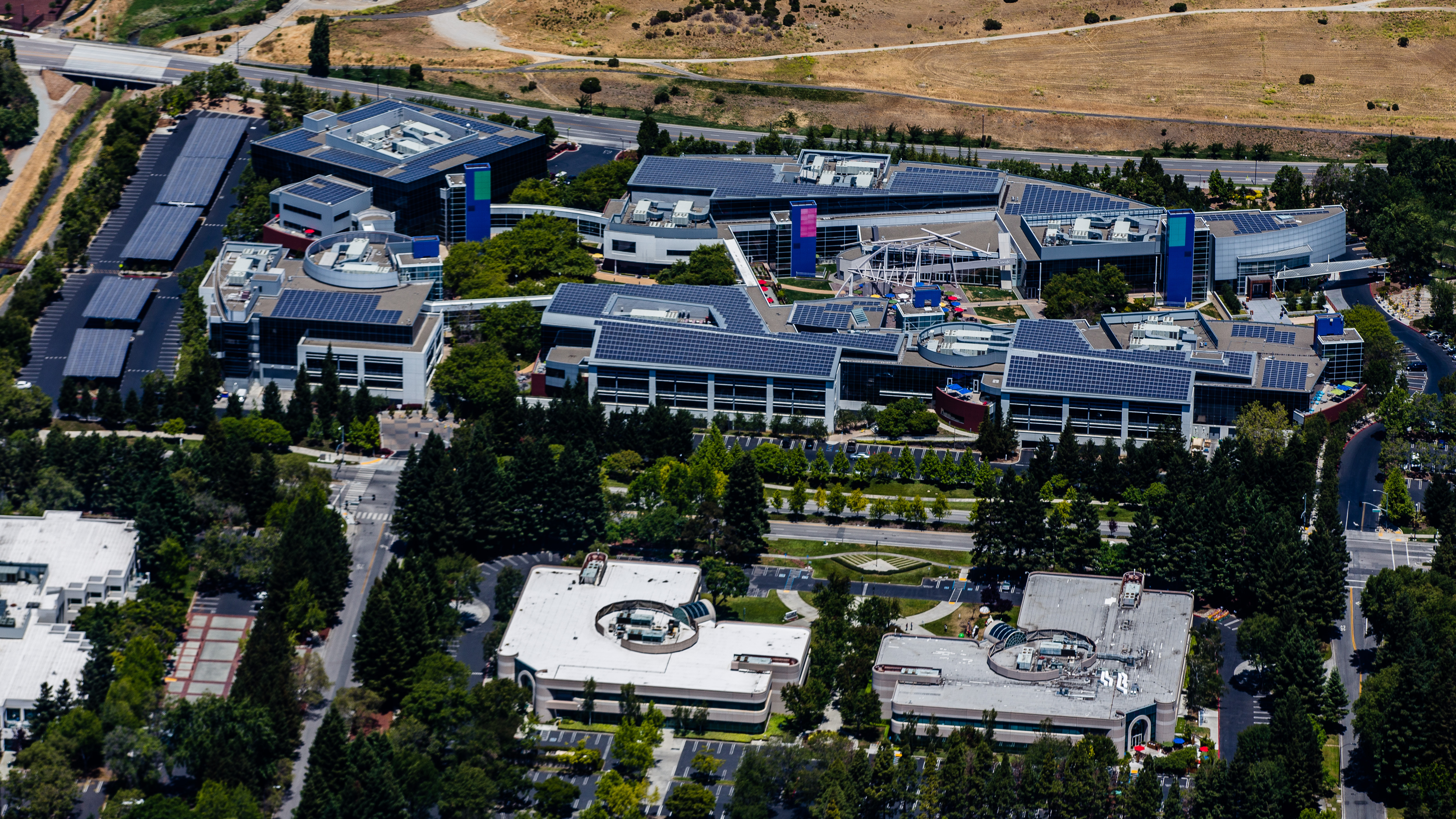
上空から見たGoogle本社

本社社屋は「Googleplex」の愛称で親しまれている。この言葉は、googolplex（グーゴルプレックス）の言葉遊びであり、Googleとcomplexとのかばん語でもある。
社内移動用の電動キックボードやセグウェイ、料理人が各国の料理を提供する無料食堂、フィットネスジムやサウナを完備したキャンパス、定期的に開催されるローラーホッケーのイベントなど充実した福利厚生サービス、猫以外のペットを持ち込み可能なオフィスやおもちゃなど遊び道具を持ち込める仕事部屋、ラバライトやゴムボールがあちらこちらに置かれた独特な企業文化で知られる。また、NASDAQ市場に公開するに先立ち、無料ランチを継続して提供することを宣言した。自由な企業文化と肯定的にとらえる見方がある一方、シリコンバレー企業としての自由奔放さを過剰に演出したものだという批判もある。
また3Mの15%ルールのように、勤務時間の20%を自分の気に入ったプロジェクトに割くよう義務づける「20 percent time」という規則があり、そこからOrkutやGmailなどの実験的サービスが生まれている。

### 社外での活動
社内で多くのオープンソース・ソフトウェアを使っているため、これの開発エンジニアを雇うなど、オープンソースの支援を積極的に行っている。
2005年には、「Google Summer of Code」というオープンソースの開発に資金を提供するプロジェクトを始めた。指定したプロジェクトに参加する学生に開発費用を提供するというもので、一定期間の補助を受けて開発を行う。また、これを受けて日本でも「夏休みコード道場」というプロジェクトが、フリーソフトウェアイニシアティブ（FSIJ）の主催の元、日本法人の協力で開始された。現在は、ウィキペディアに対しても資金提供をするなど、オープンな文化に対する積極的な支援を行う企業としても名前をあげつつある。また、2005年9月28日にはNASAと提携し、大規模コンピューティングの活用や、データマイニング、ナノ、生物工学での協力などを行うことを発表している。
地元マウンテンビューでは無料のネットワークが張り巡らされていた。2007年、サンフランシスコでも無線インターネット接続が発表された。

### 検索結果の表示と削除
検索結果への表示は、一般的にはその国の法律に従って行われるが、アメリカの企業であるため、アメリカ国内の法律によって違法と判断されたサイトは全世界で検索結果に表示されない。たとえば、デジタルミレニアム著作権法（DMCA）に抵触すると判断されたサイトは、日本人向けのコンテンツであっても、日本国内からも米国国外を経由しても検索できない。
ただし検索結果に表示されなくなるだけで、ウェブサイトそのものが削除されるわけではないため、サイトのURLやリンク、ブックマークなどから直接閲覧することは可能である。何らかの理由でウェブサイトがGoogle検索結果から除外されることを称して、日本語では村八分になぞらえて「グーグル八分」というネットスラングが生まれた。

## 日本法人
グーグル合同会社（英: Google Japan G.K.）は、Googleの日本法人である。2001年8月に、アメリカ国外で初めての現地法人として設立された。
設立時はグーグル株式会社であった。設立当時、日本法人の取締役の中にラリー・ペイジ（Google共同創業者、のちにGoogle米国本社のCEOも務めた）やセルゲイ・ブリン（同じく共同創業者）が含まれており、2004年に2人が来日した際には、秋葉原の電気街にも立ち寄っていた。また、Google公式ブログでもしばしば日本法人が開発に関わる重要な報告をしている。
なお現在、オフィスは渋谷区渋谷の渋谷ストリームに渋谷オフィス、港区六本木の六本木ヒルズ森タワーに六本木オフィスが置かれている。2010年夏以前は渋谷区桜丘町のセルリアンタワーに置かれていた。このため、Googleの東京オフィスは2019年度後期に一部が渋谷に戻ったこととなる（渋谷から六本木への移転は2010年夏に行われた）。

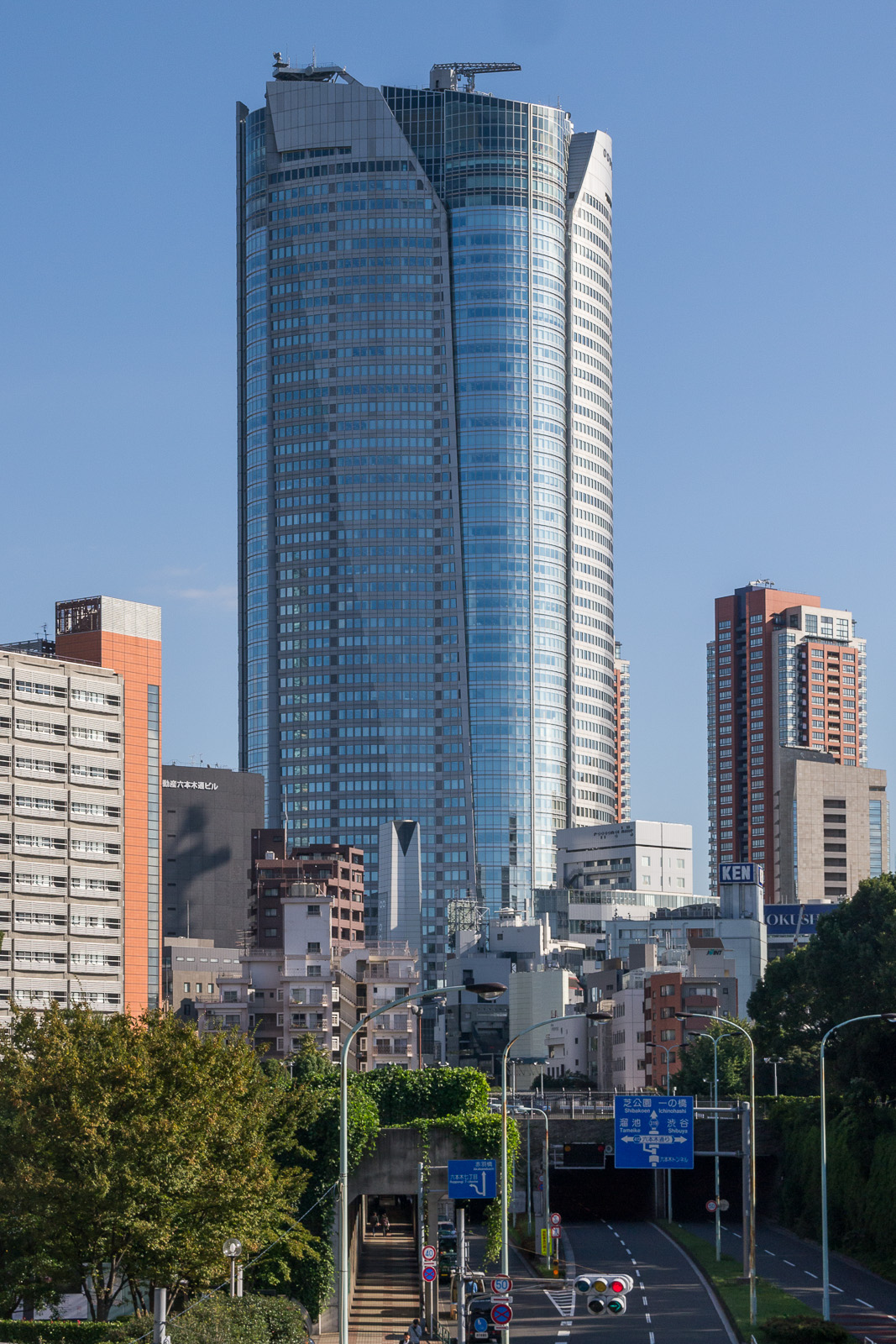
Googleの日本法人[注釈 1] の六本木オフィスが置かれている六本木ヒルズ森タワー
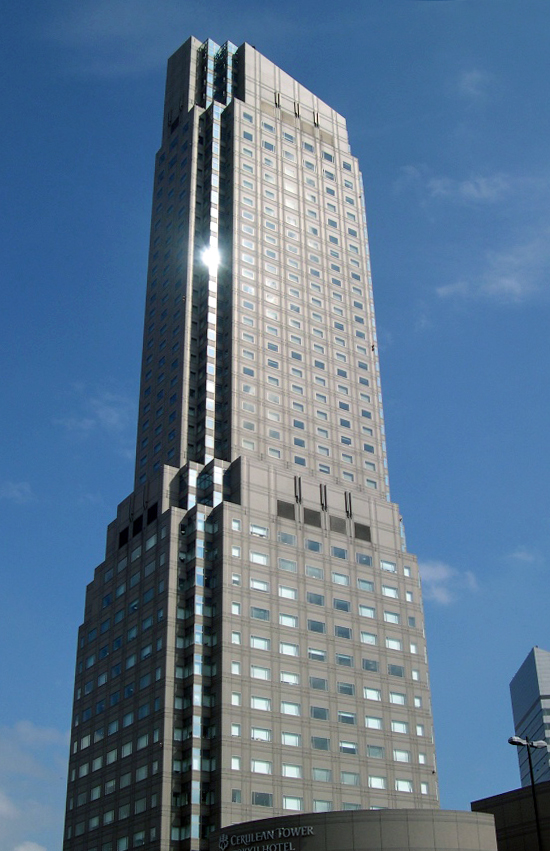
2010年までGoogleの日本法人[注釈 1]の東京オフィスが置かれていたセルリアンタワー
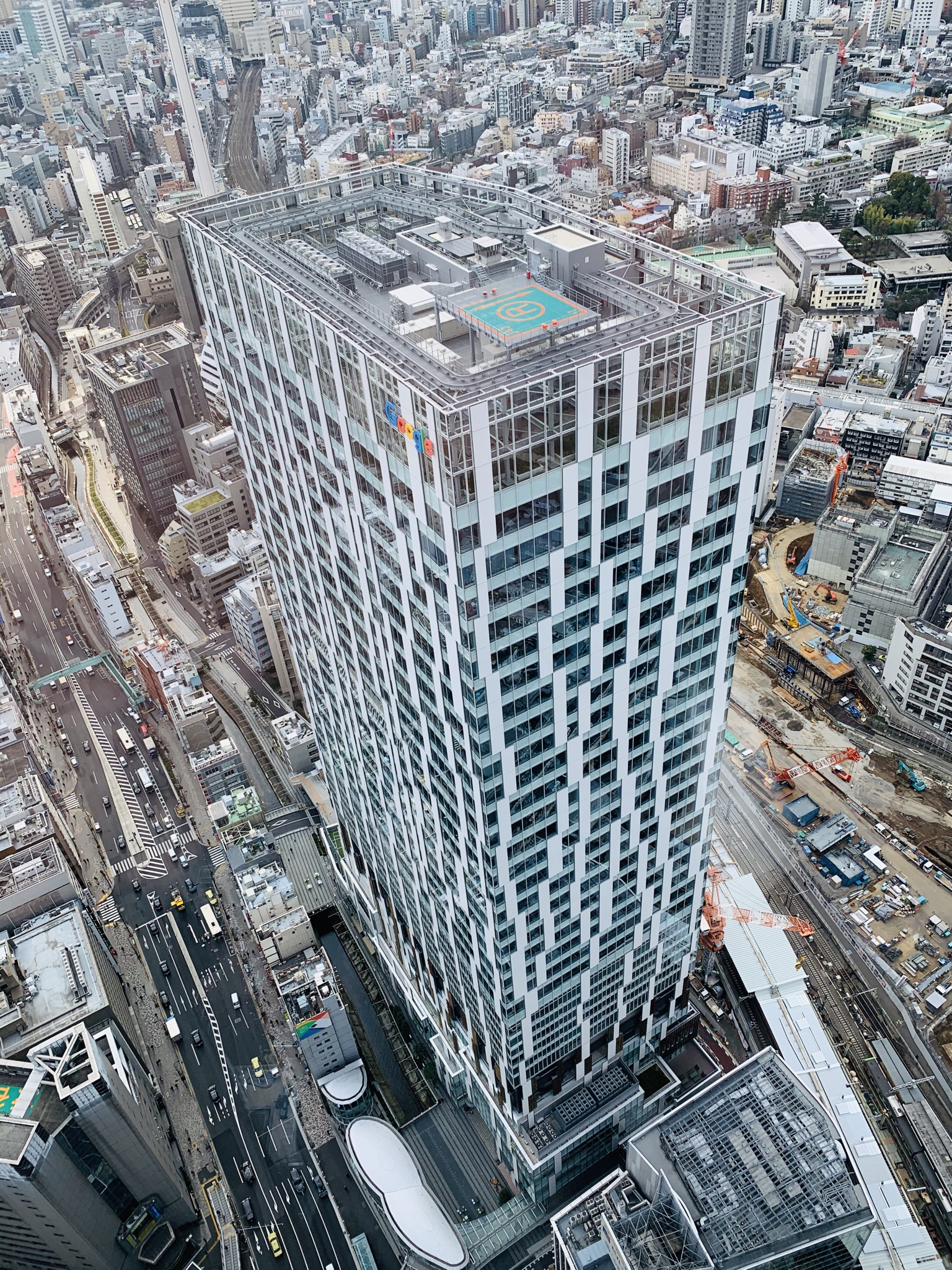
渋谷ストリーム（2020年9月）

### 日本市場における展開
Googleのグローバル化において、携帯電話が発達していた日本市場は重要な存在となっていた。2005年には、Google側の申し入れにより、Googleのエリック・シュミット、村上憲郎とKDDIの小野寺正との面会が実現した。その後、2006年にEZwebの検索エンジンとしてGoogleが採用された。当時のGoogleが日本で通信キャリアとの提携を重視した背景として、Yahoo! JAPANの存在があった。

### 人事

#### 経営陣
2003年4月、Google米国本社の副社長兼日本法人代表取締役社長として、村上憲郎が起用された。2009年1月、名誉会長に退いた村上に変わって、ソニーに勤めた経験がある辻野晃一郎が代表取締役社長に就任した。しかし、辻野が2010年4月に社長を退く前後、会社の風向きが変化したことから、辻野を最後に日本法人の社長職は廃止となった。
その後、有馬誠、カリム・サード・テムサマニ、ロバートソン三保子、ピーター・フィッツランドに続く形で、2021年に奥山真司が代表に就任した。

#### 労働組合
2023年2月、日本法人では初の労働組合「グーグルジャパンユニオン」が結成された。

### 日本法人が関わった事業
- Googleマップ
  - 2011年6月15日 My Places now helps you manage your important locations by Hiroki Asakawa
  - 2012年2月14日 An easy way to access directions and locations you care about by Tatsuo Nomura
  - 2012年3月31日 Begin your quest with Google Maps 8-bit for NES  by Tatsuo Nomura
  - 2013年3月31日 Find treasure with Google Maps by Tatsuo Nomura
- Google翻訳
  - 2013年9月19日 A fresh look for Google Translate on iOS, with more languages and new features by Masakazu Seno
- Google 日本語入力
  - 2009年12月3日 思いどおりの日本語入力 - Google 日本語入力 by 工藤拓、小松弘幸、及川卓也
  - 2009年12月15日 64 ビット対応版 Google 日本語入力リリース by 向井淳、松田靖広、湯川洋平
  - 2015年4月3日 Android 版 Google 日本語入力をアップデートしました。（2.17.2072.3） by 矢藤康祐
  - 2016年7月27日 Android 版 Google 日本語入力をアップデートしました（2.18.2580.3） by 岡智洋
  - 2017年3月16日 Android 版 Google 日本語入力をアップデートしました（2.20.2802.3） by 松崎剛士
- Google検索
  - 2009年11月5日 Google 検索にスクリーンショット表示機能が登場 by 水野礼崇
  - 2009年11月13日 Help Google index your mobile site by Jun Mukai
  - 2009年11月18日 Running desktop and mobile versions of your site by Jun Mukai
  - 2010年4月1日 Google 音声検索が動物の鳴き声にも対応しました。 by 井上陸、中嶋海介
  - 2010年4月14日 レシピ情報も探しやすくなりました by 渡邉悠、鈴木宏輔
  - 2011年12月15日 Introducing smartphone Googlebot-Mobile by Yoshikiyo Kato
  - 2012年12月18日 Google 検索で、いつでも便利に乗換検索 by 清野達也、並木洋平
  - 2013年6月11日 Changes in rankings of smartphone search results by Yoshikiyo Kato
  - 2014年7月14日 Promoting modern websites for modern devices in Google search results by Keita Oda
  - 2015年2月26日 Finding more mobile-friendly search results by Takaki Makino
  - 2015年4月21日 Rolling out the mobile-friendly update by Takaki Makino [196]
  - 2016年3月15日 Updating the smartphone user-agent of Googlebot by Katsuaki Ikegami
  - 2017年2月3日 日本語検索の品質向上にむけて by Shin Natori
  - 2020年7月7日 より信頼できる医療情報へのアクセスを by ダンカン・ライト

### 日本におけるメディア展開
2007年1月21日、初めてテレビ局の長期取材に応えた『グーグル革命の衝撃 〜あなたの人生を“検索”が変える〜』がNHKスペシャルで放送された。
2007年9月10日、日経スペシャル カンブリア宮殿（テレビ東京）『"検索"で世界を変えろ』が放送され、グーグル米本社副社長兼日本法人社長の村上憲郎が出演。
2009年より、年末から年始にかけてテレビCMで広告展開がされている。また12月30日から1月7日ごろまでの間は各テレビ局の特別番組などでスポンサーにもなっている。
2011年10月以後、フジテレビ『すぽると! サタデースペシャル』では筆頭スポンサーとなり、1分間のコマーシャルを提供するようになった。2022年10月からは同月から復活した日本テレビ系『アナザースカイ』を単独提供するようになり、番組名も『Google Pixel presents ANOTHER SKY』として放送されている。

## 中国政府との関係
中華人民共和国では、国内のインターネットは政府によって検閲を受けている。中国版yahoo!、中国版Googleである「谷歌」など国際的サーチエンジンも例外ではなく、「天安門事件」や「台湾」などの単語を検索しても政権に不都合なものは表示されない。また「ダライ・ラマ14世」も禁止ワードに指定されており、チベット人の反感を買っていた。これらは米国版では表示されるものの、中国国内からのアクセスは不可能だった。このような状況に対し、Google側はこれ以上の検閲を行わないと発表、政権に不都合なもの（天安門事件、ダライ・ラマ14世など）も表示されるようになる。しかし後述の中国国内からの攻撃も問題となり、結局、中国での検索事業からは撤退することとなった。
中華人民共和国内における、Googleの事業である「穀歌」は、当初は中国共産党政府による検閲に協力し、中国政府の主張に相反するウェブサイトは表示されなかった。
2006年2月15日のアメリカ合衆国議会下院国際関係委員会アジア・太平洋小委員会の公聴会で、Googleはマイクロソフトなど他のIT大手4社とともに「中国政府の圧政に加担している」と非難された。
その後、中国政府に批判的な政治活動家が所有するGmailのアカウントに対して、中国国内からInternet Explorerの脆弱性を利用したサイバー攻撃を受けていたことが判明し、2010年1月13日にGoogleは公式ブログでこの事実を公開した。さらに攻撃したハッカーが中国政府に所属する傘下組織であったことが分かったため、同国からの検索事業の撤退を示唆した。2010年12月4日の「ニューヨーク・タイムズ」紙によると、「ウィキリークス」が公開をしたアメリカ合衆国国務省の外交公電により、一連のGoogleへのサイバー攻撃は中国政府が主導したもので、中国共産党中央政治局常務委員の李長春と周永康による指示で行われていたことが判明したと伝えられた。
これについて、中華人民共和国外交部報道局は「国内の法律に従うしかない」と述べたが、当時のヒラリー・クリントン国務長官は「サイバー攻撃に対して中国政府からの説明を求める」とした。また、Internet Explorerはこの攻撃に使われた脆弱性が問題となり、オーストラリアの政府機関が同攻撃に対する脆弱性がない他のインターネットブラウザへの推奨を進めるといった異例の事態に発展し、Googleは中華人民共和国内のインターネットユーザーに使用者が多い、Internet Explorer 6に対してのサポートを同年3月で打ち切った。ソビエト連邦出身でもある共同創業者ブリンは中国はソ連と同じ「全体主義」と批判した。

この事態を受けて、Googleは中国政府と交渉を重ねたが折り合いがつかず、2010年3月23日には同国内からの検索事業を撤退し、この日以降は同国内の検索サイト (http://www.google.cn) にアクセスすると、元はイギリスの植民地であり、現在も表現の自由や報道の自由が保障されている特別行政区で、検閲がない香港のGoogle検索サイト (http://www.google.com.hk) にリダイレクトするようになった。しかし、中華人民共和国国内から香港の当該サイトにアクセスし、中国政府がグレート・ファイアウォールで規制している特定の語句を検索すると接続できなくなるなど「香港においても中国政府当局による規制が行われている」と一部のメディアで報道された。
結局、Googleの自由な情報アクセスを求める社風と、非民主的な中国政府は対立したため、2010年3月22日にGoogleは中国における検索事業からの撤退を表明した。
ただし、Googleが中国から撤退したのは検索事業のみであり、その後も北京市や上海市、広州市にオフィスを残存させている。また、2017年には同国市場への復帰を企図してAlphaGo対柯潔を中国共産党政府と共催し、同年12月にスタンフォード人工知能研究所所長でもあるフェイフェイ・リーを所長とするアジア初の人工知能研究センターを北京市に開設した。
2018年8月、Googleが中国政府の検閲を受け入れた検索サービスを開発する「ドラゴンフライ計画」を推し進めていることが暴露された際は、Googleの社員1,400人が署名で抗議する事態となった。同年10月にCEOのピチャイは計画を認めて「中国市場の重要性や利用者の多さを考えれば、探求することは重要だ」と正当化した。Googleは同年3月にも、米軍の人工知能を軍事利用に協力する「メイヴン計画」 について従業員から抗議を受けており、ピチャイは同年12月のアメリカ合衆国議会の公聴会で、「人工知能を用いた兵器開発や人権蹂躙は行わせないと誓った、同年6月の人工知能開発6原則との整合性」で追及を受けた。
2019年3月14日、統合参謀本部議長のジョセフ・ダンフォードや国防長官代行のパトリック・シャナハン、大統領のドナルド・トランプから中国での人工知能研究拠点の設立などで、Googleは中国人民解放軍に協力していると非難されたことを受け、27日にピチャイはダンフォードやトランプと面談して、中国の人工知能研究拠点の成果は、中国に限らずすべての人々に開放されていると釈明した。同年7月に中国の戦闘機J-20のインターフェース開発にGoogleの人工知能研究者が関わったと報道された際は「一般向けの技術であり、軍事的なものではない」と否定した。
2019年7月、投資家のピーター・ティールが「シリコンバレーは1940年代の原子物理学者よりも真実を隠している」と批判し、人工知能の技術をめぐって中国と協力するGoogleは国家への反逆者と主張したことを受けてトランプはアメリカ合衆国司法長官にGoogleへの捜査を要請した。しかし、実際に捜査が行われた形跡はない。

## 訴訟

### Googleブックス著作権侵害訴訟
2005年から2016年にかけて、Google ブックスのサービスが電子書籍の著作権侵害にあたるとして争われた訴訟。最終的にフェアユースにあたるとして訴えは退けられ、Google側が勝訴した。

### Javaの特許と著作権侵害訴訟
Googleが開発したAndroidが、オラクルのプログラミング言語Javaの特許と著作権を侵害しているのではないかとして、2012年4月にオラクルより93億円の損害賠償を求める訴訟を起こされた。最終的にはフェアユースが認められる形で、2016年5月にGoogle側の全面勝訴となった。

### 独占禁止法

#### 欧州委員会・米連邦取引委員会による調査
2010年11月30日、欧州委員会は、欧州競争法（Competition Law）違反の疑いで正式に調査を開始。2011年6月24日には米国連邦取引委員会（FTC）もこれに続いた。

#### Android独占禁止法違反問題
2016年4月、欧州委員会はAndroidの支配的地位を利用して他社を締め出したとする文書を送った が、同文書の中で、フェアサーチが2013年3月に告発した反競争的行為を調査のうえで排除するよう命令し、また別件で2011年1月から続けている反競争的行為も根拠に加え、巨額の罰金を課す方針を示した。
2017年2月6日、Androidの独占禁止法違反容疑をめぐる一件については、BTグループが擁護する立場を明らかにした。そして6月27日、欧州委員会は24億2,000万ユーロの制裁金を課した。この額は2009年インテルに課せられた10億6,000万ユーロの2倍を超えた。
2018年7月18日、欧州委員会は43億4,000万ユーロ（約5,700億円）の制裁金を払うよう命じた。Androidを使う携帯端末に、自社の検索・閲覧ソフトの「抱き合わせ」搭載を求めるなど自社のサービスを不当に優遇し、EU競争法（独占禁止法）に違反したと判断。
2019年3月20日、欧州競争法違反で14億9,000万ユーロ（約1,900億円）の制裁金を科すことを決定。インターネット上の広告サービスをめぐって支配的地位を利用し、競合他社を排除したと判断。EUが競争法違反でGoogleに制裁金を科すのはこれで3件目で、制裁金の総額は80億ユーロを上回った。

#### ゲーム「Fortnite」ストア削除による訴訟
2020年8月にApple、Googleが規約違反としてApp Store、Google Playからゲームアプリ「Fortnite」を削除したことから始まる。その後、Epic GamesがAppleとGoogleに対し訴訟を起こした。

#### 日本の公正取引委員会による排除命令
2025年4月、公正取引委員会は「自社の検索サービスをスマートフォンの初期画面に搭載するよう要求した」事に対し、私的独占の禁止及び公正取引の確保に関する法律（独占禁止法）に違反するとして、巨大IT企業では初めての排除措置命令を出した。

## 問題点

### プライバシー問題
2007年6月、イギリスに本拠を持つNPO、Privacy Internationalは、Googleのプライバシーへの態度を「もっとも露骨に言えば敵対的」と評した。
2012年のプライバシーポリシー統合
2012年3月1日付で、提供している60以上のサービスのプライバシーポリシーが統合された。これにより、以下に挙げる情報が一括管理されるようになった。
- Google検索の記録
- YouTubeの閲覧記録
- GmailやGoogle+の送信・投稿内容、各アカウントの登録情報
- Android装備のスマートフォンの位置情報、通話相手の情報

一括管理をすることで、サービスの効率アップとともに的確な広告表示が可能になる見込みだが、クラッカーに狙われやすくなるとの懸念もあり、欧州連合が実施延期を求めたり、大韓民国政府が改善勧告を出す など波紋を呼び、同2月29日には日本国政府も個人情報の慎重な取り扱いを文書で要請した。
プライバシーポリシー統合について、Google側は「方針や収集情報の種類そのものには変更がなく、わかりやすいように統合しただけであり、従来通り利用者自身が個人情報公開に関するオプションを設定できる」と説明しており、もし法令による開示命令などがあれば、同一データベース内からすべての情報が取り出されることになる。
サジェスト機能による名誉毀損問題
実名で検索する際、途中から予測文字や補足情報を表示する「サジェスト機能」により（いわゆる「サジェスト汚染」）、日本人男性がプライバシーを侵害されたとして、本社に表示差し止めを求める仮処分を申請。東京地裁は2012年3月19日付で申請を認めたが、Googleはこれに対し「日本の法律には従わない」とコメント。2013年4月15日、小林久起裁判長は、サジェストについて「違法な投稿記事のコピーを容易に閲覧しやすい状況を作り出している」と指摘し、日本人男性の訴えを認め、Google本社に表示差し止めと男性への慰謝料30万円の支払いを命じた。しかし2013年5月30日、同じ東京地裁が別の男性のほぼ同様のケースで本社を訴えた訴訟に対して請求棄却の判断を出したため、同じ裁判所内で似通ったケースで別々の判断を出すという異例の事態が発生した。
「忘れられる権利」が行使された例
スペイン人の男性が「インターネット上で過去に報道された自分の記事が検索結果に表示されるのは不当だ」として、Googleに対し「忘れられる権利」を尊重すべきだと訴えていたが、欧州司法裁判所は男性の訴えを認め、2014年5月13日にGoogle社に対し、過度な個人情報を削除するよう命じた ことを受け、「忘れられる権利申請フォーム」を公開した。

#### ストリートビュー問題
2007年にGoogle マップで「Google ストリートビュー」機能がサービス開始された。
これに関して、米国ペンシルベニア州の住民が、ストリートビューで自宅内部を勝手に公開されたとして裁判を起こしたが、Googleは「現代では完全なプライバシーなどは存在しない」と反論し 非難を浴びた。これに抗議しての行動か、非営利組織のプライバシー保護団体がGoogle EarthでGoogle取締役の自宅を公開した。
2008年8月5日から日本でもストリートビューが公開されたが、公開当日から個人のプライバシーを侵害しているとして日本国内より非難が集中し、のちに申告された画像を削除したり、ぼかしを入れるなどの対処を行った。また「日本のプライバシーに対する感覚は、アメリカ、イギリスとでは違うのではないか。日本ではプライバシーなんて気にしていない」という発言を行ったGoogle社員もいるという。
日本では、全国の自治体からストリートビューを停止すべきとの反対議決も出されたが、これに対し日本の総務省は2009年6月、道路周辺映像提供サービスそのものには、適切な処理が行われている限りは違法性はなく、一律のサービス停止ではなく、個別にプライバシー侵害のおそれのある事案に対処することが望ましいとの見解をまとめた。一方で「法的な問題を克服できたからといって、ただちに受け入れられるサービスといえるわけではない」と指摘し、一般市民の抱く不安感の解消のための取り組みをサービス提供者に求めた。

### 検索結果の質の低下

#### まとめサイトによるSEO対策
2016年、DeNAのヘルスケア情報キュレーションサイト「WELQ（ウェルク）」において、不正確な内容や著作権侵害のおそれのある医療記事が大量に掲載された問題に端を発し、DeNAの他のキュレーションサイトでも無断転用のおそれがある大量のコンテンツを外注することで低品質なコンテンツが大量生産され、Google検索の上位を占めているという問題が明らかになった。リクルートホールディングス、サイバーエージェントなどのサイトでも同様の問題があり、自社のまとめサイトの一部の記事の公開を停止した。
一連の騒動で、キュレーションメディアによってGoogle検索の結果の質が低下させられており、「悪貨が良貨を駆逐する」状態になっていることが明らかになり、Google検索の信頼性は大きく低下した。SEMリサーチの渡辺隆広は、Googleの検索はDeNAがキュレーションサイトで行ったような、クラウドソーシングを活用して記事を乱造するという検索エンジンスパム的手法にひどく弱いと指摘している。
これを受けて2017年2月3日、Googleはウェブマスター向け公式ブログで「日本語検索のアルゴリズムを変更した」と発表。日本語検索で表示される「検索結果のより上位に自ページを表示させることに主眼を置く品質の低いサイト」への検索エンジン最適化対策を意図しているという。同年12月6日には、医療・健康に関する検索結果の改善を意図してページの評価方法をアップデートした。Googleは医療・健康に関連する検索のおよそ60%に影響すると述べており、SEO専門家の辻正浩は、「WELQ」問題後に実施された健康・医療分野の改善としては最大で、健康関連の検索に限れば検索順位の変動として前代未聞の規模であると評価している。「WELQ」と同様の手法で運営される医療・健康情報サイト「いしゃまち」や「ヘルスケア大学」、NAVERまとめやYahoo!知恵袋などのCGMサイトが検索順位を落とした。

#### Googleマップの改ざん
2015年4月20日、日本国内を対象としたGoogleマップのサービスで、一部の表記が何者かによって不正にいたずらと思われる書き込みに差し替えられ、皇居や警視庁などの地図表示が改ざんされていたことが判明した。

### セキュリティ問題
- 2019年5月21日、Googleは、クラウド型グループウェア「G Suite」の少数の顧客のパスワードが、2005年以来14年間、誤って暗号化されず平文で保存されていたことを公表した。平文のパスワードはセキュアな暗号化されたインフラ上に保存されており、不正に使用された証拠は見つからなかったと説明した[266]。

### 広告問題
規約違反の不適切な広告が横行しており、2023年は55億件の不適切広告を削除したと発表した。
国際連合事務総長のアントニオ・グテーレスは、激化する地球温暖化を受けて、Googleをはじめとするビッグ・テックに化石燃料業界の広告掲載（グリーンウォッシングへの協力）をやめるよう警告している。

### その他
- 2005年7月、CNETのエリノア・ミルズ記者が執筆したGoogle絡みのプライバシー問題についての記事中、説明の一環として、CEOのエリック・シュミットについてGoogleで検索した結果を公表した。そこには、シュミットのおおよその資産や自宅住所、シュミットがGoogle株の売却を行ったことなどが掲載されていた[269]。Google広報部は、この行為はプライバシー侵害にあたるとして、CNETの全サイトを検索結果から外した。さらに、CNETの記者全員からの取材を1年間拒否するとの声明を出した。その2か月後に両者は和解し、CNETのサイトは再び検索結果に表示されるようになった。
- PragerUは、Googleが保守派を「検閲」していると非難し[270]、訴訟を起こしたが、棄却されている[271]。研究では、Googleが保守派を検閲している証拠は見つからなかった一方で、大手の報道機関ばかりが検索上位に表示されることによる多様性・多元性低下が懸念されている[272]。

## 不祥事

### 大規模接続障害
2017年（平成29年）8月25日、日本のインターネットで大規模な接続障害が発生した。同日昼頃、NTTコミュニケーションズは同社が運営するOCNが断続的に接続できなくなっていると発表した。障害は昼0時22分ごろ発生し、0時45分ごろに復旧した。KDDIのネット接続サービスでも同様に、昼0時24分ごろ発生し、0時47分ごろに復旧したとしている（KDDIは夕方まで混乱したという情報がある）。他にもさくらインターネットで同様の障害が発生した。大手のネット接続サービスが使えなくなったことで、証券会社（楽天証券、SBI証券、GMOクリック証券）や銀行（りそな、新生、ジャパンネット、じぶん銀行）、ネットゲーム（LINE、任天堂、ガンホー、ミクシィ）、ECサイト（メルカリ）、交通サイト（JR東日本）が0時半ごろから3時や5時ごろまでサービスを停止した。
接続障害の原因は、米Google社が送信した大量の誤った経路情報だった。8月25日午後0時22分、米Google（AS15169）が10万件以上の誤りを含む経路情報を米ベライゾン（AS701）に送信した。誤った経路情報とは、遠回りになるにもかかわらずGoogleが最短経路だとするものだった。この経路変動を処理しようとした複数プロバイダーのルーターがダウンしたり高負荷で通信をさばき切れなくなった。Googleでの誤情報は8分間ほどで修正されたものの、国内の一部のトラフィックやルーターの負荷が極度に高まったために、これらのネットワークを利用する企業での影響はこれより長く続くこととなった。

### YouTubeへのヘイト広告掲載
2017年3月、Google傘下の動画共有サイトYouTubeにおいて、一部の広告がテロや反ユダヤ主義を煽る動画とともに掲載されていると英紙タイムズが報道した。これをきっかけに批判が起こり、イギリス政府や英紙ガーディアンがYouTubeから広告を取り下げ、フランスのHavas（広告・マーケティング代理店、世界6位）は、GoogleのディスプレイネットワークとYouTubeから同社のイギリスの顧客の広告を撤退、 セインズベリーズ、トヨタ自動車、フォルクスワーゲン、 グラクソ・スミスクライン、BBC、Guardian、通信大手AT&T、VerizonとGoogleの広告ボイコットは拡大した。タイムズによると、250を超える企業・組織がイギリス向けYouTubeへの広告を停止した。
同年3月20日、広告ポリシー（広告を掲載する場所に対する企業の発言力強化に向けた変更）のを見直しを行う旨の公式コメントを発表したが、これは広告主の相次ぐ撤退表明により、ピボタル・リサーチ・グループが親会社Alphabetの投資判断を引き下げたことによる。

### 競合製品への妨害行為
Googleが開発するウェブブラウザのChromeと、Mozillaが開発するFirefoxは、ブラウザのシェアに関して競合状態であるものの、2004年から2014年までMozillaはGoogleと検索パートナーシップ契約を交わしており、Firefoxのデフォルト検索エンジンとしてGoogle検索が利用されてきたという歴史があった。しかし、Mozillaの元幹部であるJohnathan Nightingaleによると、Googleは長年にわたってFirefoxユーザーにだけ表示されるバグを故意に作り、シェアを奪い合うFirefoxを妨害してきたことを明らかにした。さらにNightingaleは、当時のGoogleと検索パートナーシップ契約を結んでいる間柄であるにもかかわらず「Chromeの広告がFirefoxの検索結果の横に表示されるようになり、Firefox上でGmailやGoogleドキュメントのパフォーマンスに問題が出たり、バグが発生したりするようになった。Googleサービスのデモサイトでは、『Firefoxには互換性がない』という誤った表示がされるようになった」と主張する。そのたびにGoogleは「故意ではない」「おっと、何か間違いがあったようだ。次の2週間で修正するよ」といった回答があったが、Googleはあまりにも間違いを繰り返すために、Googleが故意に契約更新中の取引先であったFirefoxを妨害していたとNightingaleは言う。
またGoogleは、Apple製のウェブブラウザ「Safari」に組み込まれた、トラッキングcookieをブロックする機能を回避したとして起訴された。この事件でGoogleは連邦取引委員会へ、2012年は2,250万ドル、2013年には1,700万ドルの制裁金を支払った。イギリスでは同種の起訴が無効化されることを求めて裁判を起こしたが請求棄却された。

### 労働問題

#### セクハラ問題
Androidの開発の中心人物、アンディ・ルービンは、2012年から女子社員と不倫関係にあり、2013年に別れ話を切り出された時にオーラルセックスを強要、その後、女子社員が法廷に訴え出たため騒ぎに発展、ラリー・ページCEO（当時）に辞任させられた。退職金に100億円を支払ったことで、2018年11月、世界各地で一斉ストライキに発展した。
ピチャイCEOによると、過去2年間に48人がセクシャルハラスメントで会社を退職させられており、うち13人は経営陣だった。2019年4月、2018年11月に発生した世界各地での一斉ストライキを組織したGoogle従業員有志が、ストに対してGoogleから報復を受けているとメーリングリストへ投稿した。

#### 重労働
2019年、米ブルームバーグ・ビジネスウィークのインタビューで、かつてGoogleの20人目の従業員であったマリッサ･メイヤーは、Googleを語るうえでハードワークの価値が無視されがちであると述べた。彼女によると､Googleは「週130時間働けるか？」という世界であり、寝る時間とシャワーの時間、トイレに行く回数をコントロールすれば可能だという。また彼女は、Googleにナップルームがある理由として、午前3時に家に歩いて帰るよりも会社にいるほうが安全という理由を挙げ、自身も休暇中を除いては1週間に1度は徹夜をしていたことを明かした。

## 派生語
Googleの検索エンジンが普及するにつれ、検索エンジンで検索することをGoogleと関連づけたネットスラングが派生語として誕生した。

### 英語
Google
英語圏では「（広義では他の含めたすべての）検索エンジンで検索する」という意味の動詞として使われることが多くなっている（en:Google (verb)）。2003年にはアメリカ方言学会が、この単語が広く使われている動詞であると正式に認めた 。2006年7月6日、Merriam-Websterが発表した辞書の最新版では、動詞としての意味「WWWの情報を得るためにGoogleの検索エンジンを利用する」で掲載された。なお、Google側は商標の普通名称化を招くとしてこの用法に抗議していた が、2015年のロゴ変更時にYouTubeで公開されたオフィシャル動画では、動詞となったGoogleを紹介している。
Googling
Googlingとして名詞化された言葉は、もともとの「検索する」という意味合いから派生し、特に「他人の氏名で検索する」場合を指すことが多くなった。

### 日本語
ググる（五段活用動詞化） (グーグル + -る 接尾辞)
基本的には「Googleを使って検索する」という意味で使用されるが、その他検索エンジンを使った検索においても使われる場合がある。Yahoo! JAPANで検索する場合は「ヤフる」を用いる場合があるが、「ヤフーでググって」という言い方も存在していた。これに対しては上記の英語での用法と同様『商標の普通名称化の懸念』から、Google側は「グーグルとその関連サービスのみに使うべきである」と明言している。
また、そこから派生した語に2ちゃんねる用語の「ググレカス」がある（子音だけを並べて「ggrks」と略表記されることもある）。元は電子掲示板の2ちゃんねる上で、つまらない質問に対する返信として書き込まれたものである（検索して自分で調べてから書き込めという意味）。
Google先生（グーグル先生）
Googleを先生にたとえた表現。自分の知らないことを教えてくれるサイトであるということから、このような呼ばれ方がされている。アスキー・メディアワークスから出版されている週刊アスキーとMacPeopleという雑誌で連載されている「花のアンドロイド学園」という漫画作品には、グーグル先生をもじった上で擬人化させたという先生役のキャラクターが登場している。また、5ちゃんねる（旧:2ちゃんねる）発祥の「ググルたん」というキャラも存在し、こちらもアスキー・メディアワークス発刊の『超解ググるたん　Googleがあればすべて叶う！』に擬人化した彼女が登場する。

### スウェーデン語
ogooglebar
「検索エンジンを使っても目的のものを見つけられない」という意味である。